# Federica Haumüller
Federica Haumüller (n. Chañar Ladeado, Santa Fe, Argentina, 5 de diciembre de 1972) es una extenista argentina, profesional entre 1987 y 1991. Llegó al puesto 102.º el 25 de junio de 1990.

## Carrera
Sus primeros pasos en el tenis los dio en el Club Chañarense de su ciudad natal con Gabriel Durante como profesor.
Como jugadora juvenil obtuvo la Rainha Cup en 1989 al vencer a su compatriota Patricia Tarabini, y esa misma temporada obtuvo el Masters Femenino Argentino. En 1990 participó en Roland Garros y el US Open perdiendo en este último torneo en primera ronda contra Martina Navratilova por 6-4, 6-0.
Tuvo un retiro prematuro en 1991 debido a una lesión.

### Títulos
Títulos WTA - Singles: 1
Títulos WTA - Dobles: 0
Ganancias: USD 44.380

## Ranking histórico
Fin de temporada - Singles:
- 1991: 336.º
- 1990: 132.º
- 1989: 207.º
- 1988: 380.º

## Palmarés

### Singles
| Fecha    | Nombre del torneo          | Categoría | ($)    | Surf.      | Finalista                     | Score    |
| 11/12/89 | The Rainha Classic Guarujá | Tier V    | 75 000 | Dur (ext.) | Argentina - Patricia Tarabini | 7-6, 6-4 |